# مقام عبد الله بن علي زين العابدين
مقام عبد الله بن علي زين العابدين، ويقع في شارع فؤاد في مدينة الإسكندرية، وهو عبارة عن بناءٍ في داخله ضريح يُنسب لعبد الله بن علي زين العابدين وهو حفيد الحسين بن علي بن أبي طالب. المقام مبنيٌ على الطراز الإسلامي القديم وتعلوه قُبةٌ محفورٌ عليها أجزاءٌ من آية الكرسي.

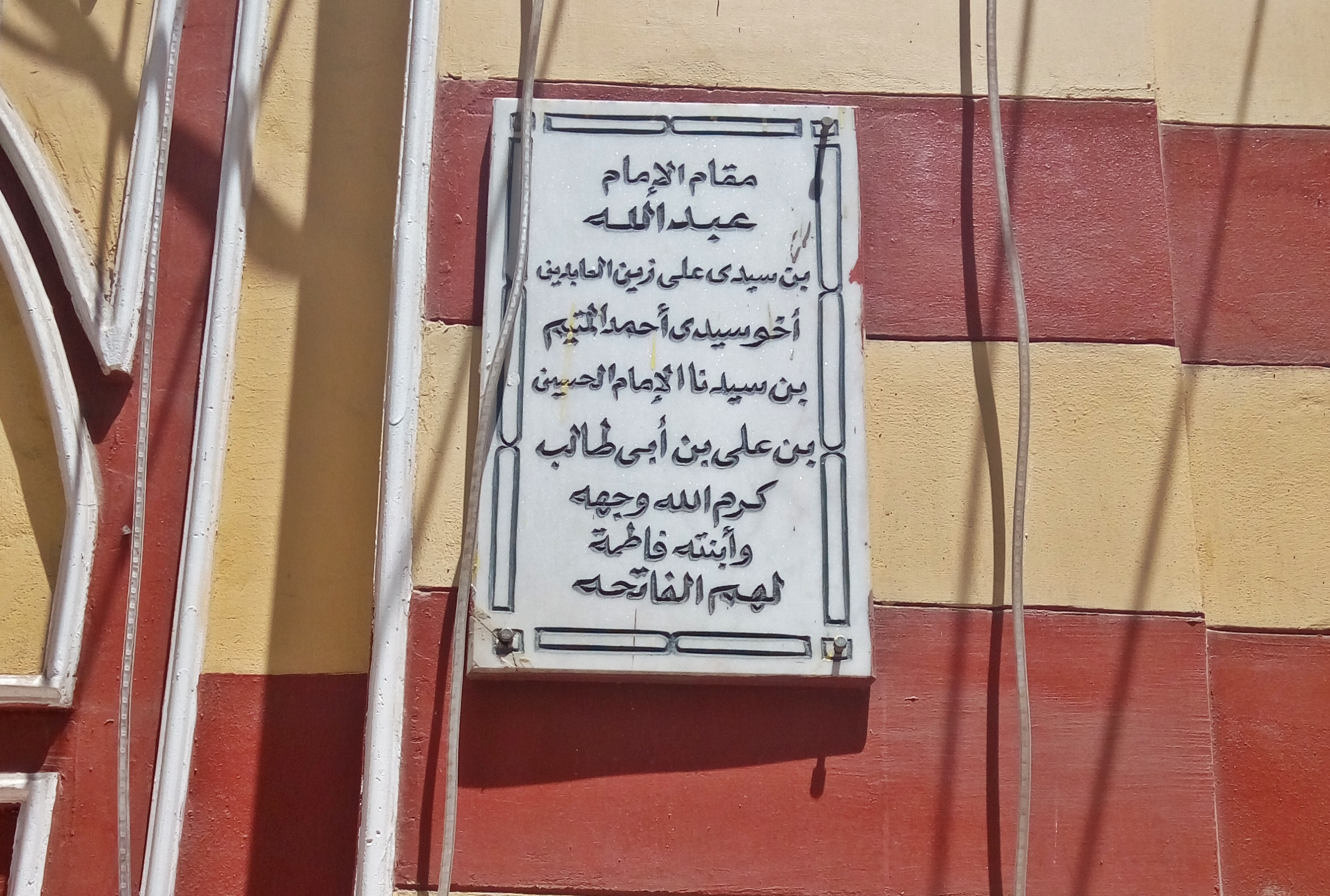
مقدمة مدخل المقام

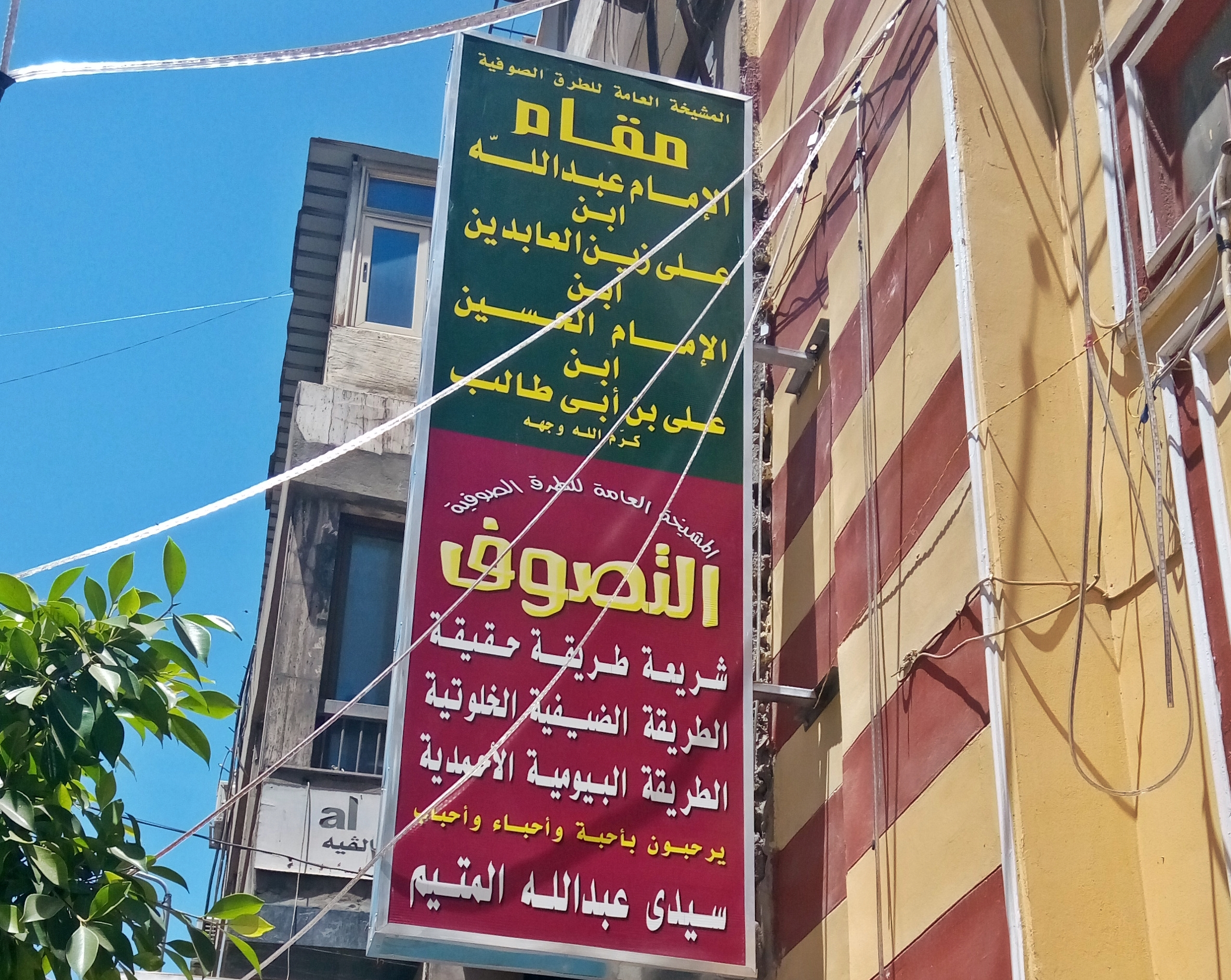
إشارة على مدخل المقام

كُتب في مقدمة مدخل المقام:

## التاريخ
عبد الله بن علي زين العابدين بن الحسين بن علي بن أبي طالب والذي تُوفي عام 180هـ، حيثُ تذكر المصادر أنهُ قدمَ إلى الإسكندرية مع عمته زينب بنت الحسين ورفيقه يعقوب بن عبد الرحمن بن محمد، وذلك بعد فتنة مقتل الحسين، حيث نزلوا إلى الإسكندرية، واتخذوها مكانًا لنشر الدين الإسلامي. كان عبد الله بن علي زين العابدين ويعقوب بن عبد الرحمن يتخذان من مكان المقام مقرًا لتعليم الناس ونشر الدعوة الإسلامية والأحاديث النبوية، حيثُ يقع مقام يعقوب بن عبد الرحمن في الجهة المقابلة بنفس الشارع.
تذكُر المشيخة العامة للطرق الصوفية بالإسكندرية بأنَّ المقام يحتوي على قبر عبد الله بن علي زين العابدين وزوجته السيدة منينة.
كان هُناك تخوفٌ من إعادة افتتاح المقام في أثناء ثورة 25 يناير خوفًا من احتراقه، وذلك لأنه قريبٌ من عددٍ كبير من المؤسسات الحكومية والمباني التي احترقت بالكامل، أما المشيخة العامة للطرق الصوفية بالإسكندرية فتذكر أنَّ سبب إغلاق المقام في هذه الفترة يعود إلى مطالبات السلفيين بهدم الأضرحة، وأنَّ المشيخة قد شكلت لجان لحماية المقام.
نشبت خلافاتٌ في وزارة الأوقاف المصرية بشأن ترميم المقام، حيثُ استمرت هذه الخلافات لمدة 7 سنوات كان خلالها المقام مُغلق بالكامل، وبعد أن تهالك المقام، وفي عام 2017 انتقلت إدارة المقام من وزارة الأوقاف المصرية إلى مشيخة الطرق الصوفية والتي عملت مع وزارة الآثار المصرية على ترميمه وإعادة افتتاحه مجددًا للزائرين.
يُفتح المقام يوميًا من الساعة 1 ظهرًا حتى 11 مساءً، وهناك عدد قليل من الزائرين يأتون للمكان.

## روابط خارجية
- جولة في مقام عبد الله بن علي زين العابدين بالإسكندرية على يوتيوب